# Прапор Судової Вишні
Пра́пор Судової Вишні є символом міста Судової Вишні. Затверджений 31 січня 2003 року рішенням сесії міської ради. 
Автори проєкту — А. Гречило та Р. Шуст.

## Опис
Квадратне полотнище, що складається з трьох горизонтальних смуг — жовтої, вишневої та жовтої (співвідношення їхніх ширин — 2:1:2), на жовтих смугах — дерево вишні з корінням — стовбур чорний, листочки зелені, плоди червоні.

## Історія
Місто протягом ХV–XIX ст. використовувало на гербі зображення вишневого дерева з корінням, що мало уособлювати одну з легенд про походження назви поселення. Вишнева смуга означає річку Вишню, над якою виникло місто.